# Estadio El Llano
El Estadio El Llano, cuyo nombre oficial es Estadio Luis Barros Borgoño, es un recinto deportivo ubicado en la comuna de San Miguel, en la ciudad de Santiago, Chile.

## Historia
En el año 1921 los empleados de la Caja de Crédito Hipotecario crearon un club de fútbol, siguiendo el ejemplo de otras instituciones bancarias. Luego de la fundación, comenzaron a buscar un terreno para la realización de los encuentros deportivos, pensando inicialmente en terrenos del Barrio Franklin contiguos a la Gota de Leche Huemul, pero la idea no prosperó porque las dimensiones del terreno no eran las adecuadas.
Fue entonces cuando el director de la Caja Hipotecaria Luis Barros Borgoño ideó la construcción de un estadio en conjunto con los empleados de la Caja Nacional de Ahorros, adquiriéndo 32 000 m² de terreno en El Llano Subercaseaux. La construcción del recinto deportivo fue encargada al arquitecto Ricardo González Cortés. Para 1923 el estadio presentaba una cancha de fútbol con pista de atletismo, tres canchas de tenis, camarines para los atletas, y dos chalets.
El 19 de abril de 1925, luego de abandonar Magallanes, un grupo de jugadores, liderados por David Arellano, fundaron Colo-Colo en el Estadio El Llano, ocasión en la cual Luis Contreras eligió el nombre de la nueva institución.